# Джордж Віпл
Джордж Гойт Віпл (англ. George Hoyt Whipple; 28 серпня 1878, Ешленд — 1 лютого 1976) — американський лікар, науковець в області біомедичних досліджень, адміністратор та викладач медичної школи. Лауреат Нобелівської премії з фізіології або медицини в 1934 у (спільно з Джорджем Майнотом і Вільямом Мерфі) «за відкриття, пов'язані з застосуванням печінки у лікуванні перніциозної анемії».